# Nicolas Hald Willumsen
Nicolas Hald Willumsen (født 1. januar 2001 i Gilleleje) er en dansk professionel fodboldspiller. Nicolas Willumsen spiller i FC Helsingør og har nummer 29.  
Han har spillet for Lyngby Boldklubs ungdomshold 2015-2017, hvorpå han skiftede til FC Helsingør. Han fik i efteråret 2017 som blot 16-årig en professionel kontrakt med klubben og blev snart efter for første gang udtaget til Helsingørs førstehold. Han fik superligadebut i en kamp mod Hobro 30. april 2018.

## Karriere
Spillerkarriere
Han startede sin karriere i Gilleleje BK, hvor han spillede ungdomsfodbold.
I 2015 blev han scoutet af Lyngby BK, og der spillede han rigtig godt, og Lyngby BK udviklede Nicolas rigtig meget. Men i 2017 viste FC Helsingør interesse for Nicolas, og han skiftede på et fri transfer. I slutningen af 2017 fik Nicolas en kontrakt i klubben og blev en del af Superliga-truppen. Den 30. april 2018 fik han den første debut i superligaen, og det var mod Hobro.

## Titler
- 2010: Årets spiller Gilleleje BK
- 2011: Årets Angriber Gilleleje BK
- 2012: Årets spiller Gilleleje BK
- 2014: Årets spiller Gilleleje BK
- 2017/18: Topscorer U17 Divisionen (33 mål)